# Satdjehuti
Satdjehuti (auch Sitdjehuti, Satdjehutisatibu [Sat-Djehuti-sat-Ibu] oder Sitdjehutisitibu [Sit-Djehuti-sit-Ibu]) war eine Königin der späten 17. Dynastie in Ägypten.

## Identität und Name
Der Name der Satdjehuti erscheint einmal auf dem Turiner Leichentuch der „Königstochter“ Ahmose (Turin 63001) aus ihrem Grab QV47 im Tal der Königinnen und einmal mit dem Beinamen „Satibu“ auf ihrer Sargmaske (ÄS 7163). Auf der Sargmaske wird sie als „Königstochter“ und „Königsschwester“ bezeichnet, auf dem Leichentuch zusätzlich als „Königsgemahlin“. Wahrscheinlich handelt es sich um ein und dieselbe Person.
Dagegen ist sie vermutlich nicht identisch mit der Königin Satdjehuti, von der eine vergoldete Kartonagemaske (BM 29779) bekannt ist, auf der sie andere Beinamen trägt.
Der Name Satdjehuti bedeutet Tochter des Thot. Der Name des Thot ist unter anderem auch Bestandteil im Eigennamen des Seqenenre, der mit „Thot ist groß“ übersetzt wird. Das Wort Ibu in ihrem Beinamen ist eine Kurzform des semitischen Wortes abu und bedeutet „Vater“ (Gott). Dieses Wort tritt Mitte der 18. Dynastie in der Form Ibi und Ibaii wieder auf und wurde wahrscheinlich als Zeichen der Loyalität gegenüber den Hyksos gewählt.

## Familie
Sie war eine Tochter der Tetischeri und damit vermutlich auch des Senachtenre. Weiterhin war sie eine Nebengemahlin des Seqenenre und die Mutter der „Königstochter“ Ahmose.